# Ferrovia Trofarello-Chieri
La ferrovia Trofarello-Chieri è una linea ferroviaria di oltre 8,5 km di proprietà statale, a scartamento normale e a binario unico, che unisce la città di Chieri con Trofarello, stazione di diramazione delle linee da Torino per Genova e per Savona. È gestita da Rete Ferroviaria Italiana (RFI), che la qualifica come linea complementare.

## Storia
La richiesta di un collegamento diretto di Chieri con Torino si manifesta già nel 1853 con la fondazione della "Società per la strada ferrata da Chieri a Truffarello", nome con cui era conosciuta al tempo l'attuale Trofarello.
Dopo molte proposte, tra cui alcune di dubbia realizzabilità avanzate dal professore di lettere chierese Alberto Cornaglia, il breve tratto di ferrovia viene inaugurato il 10 novembre 1874 con il servizio affidato ad alcune coppie giornaliere di treni viaggiatori con trazione a vapore (cinque nel 1897).
Nell'aprile 1921 la linea viene elettrificata a corrente alternata trifase a 3,6 kV 16⅔ Hz, contestualmente con la tratta Bivio Sangone-Trofarello, completando così il collegamento a trazione elettrica con Torino, iniziato nel 1917 con l'elettrificazione della Torino Porta Nuova-Bivio Sangone-Pinerolo e la trazione dei treni viaggiatori viene affidata a una locomotiva FS E.550 attrezzata per il servizio a navetta.
Nel 1961, contestualmente con la Torino-Genova, il sistema di elettrificazione viene convertito a corrente continua a 3 kV e la trazione affidata alla locomotiva FS E.400.002 proveniente dalla ferrovia Aosta-Pré-Saint-Didier, anch'essa attrezzata per il servizio a navetta, che presta servizio per alcuni mesi con un convoglio composto da tre carrozze.
La E.400 viene sostituita dalla E.626.186, unica macchina di questo gruppo assegnata al deposito locomotive di Torino Smistamento, utilizzata espressamente per il servizio di spola sulla linea di Chieri.
Il treno è composto da carrozze di tipo antiquato per treni navetta, caratterizzate dalla curiosa particolarità di avere la residenza a Roma Termini, e da una carrozza pilota equipaggiata con il rubinetto del freno continuo, il fischio, l'interruttore rapido e un telefono per comunicare con la locomotiva, usato molto raramente essendo il personale di macchina abituato a scambiare messaggi convenzionali per mezzo del fischio.
Nell'estate del 1976, a seguito dell'indisponibilità per revisione della locomotiva E.626.186, il servizio viene svolto con elettromotrici ALe 840.
Negli anni successivi il servizio viene affidato a complessi di elettromotrici ALe 724 e rimorchiate, e successivamente ad elettromotrici ALe 540 e ALe 840.
Dopo essere stata in un primo tempo destinata alla soppressione assieme ad altre ferrovie minori giudicate "rami secchi", la Trofarello-Chieri viene fatta rientrare con altre linee piemontesi in un programma di rilancio del trasporto su rotaia, che ne comporta la chiusura per lavori di rinnovamento dall'agosto 1991 all'aprile 1992, al termine dei quali viene riaperta in regime di esercizio ferroviario a spola, con conseguente soppressione del traffico merci.
Il 1º settembre 1997 la SATTI attiva il servizio passante tra Rivarolo Canavese e Chieri facendo proseguire il proprio materiale rotabile da Torino Porta Susa, dove faceva capolinea, fino a Chieri attraverso il nodo ferroviario di Torino.
Il 9 dicembre 2012 vengono attivati nella stazione di Chieri l'Apparato Centrale Computerizzato (ACC) telecomandato da Trofarello e sulla linea Trofarello-Chieri il Dirigente Centrale Operativo (DCO) con il Blocco conta-assi (BCA); come conseguenza la fermata ferroviaria di Chieri viene trasformata in stazione ferroviaria e viene soppresso l'esercizio a spola sulla Trofarello-Chieri.

Dalla stessa data la linea viene percorsa dai convogli di Trenitalia della linea SFM1 del servizio ferroviario metropolitano di Torino.

## Caratteristiche
La linea è a binario unico e a trazione elettrica a corrente continua a 3 kV, presenta nel suo percorso di 8,56 km sei manufatti di modesta entità, tra cui il più importante è il ponte sul rio Sauglio di 7 m di luce.
Nella stazione di Chieri si allaccia un raccordo ferroviario che si dirama alle spalle del fascio binari principale, attraversa la via Campo Archero e giunge all'interno dell'area dei vecchi magazzini militari dell'ex Caserma Scotti, in disuso. La stazione di Chieri fu dotata di magazzino merci; dopo anni di abbandono e incuria, durante la riqualificazione di tutta l'area intorno allo scalo ferroviario, dove sono stati creati nuovi parcheggi e un'autostazione per pullman, il vecchio magazzino è stato trasformato in osteria tipica.
Lungo il percorso era presente anche la stazione di Madonna della Scala, nel comune di Cambiano; fu dismessa negli anni novanta.
|  | Continuation backward |

|  | Station on track |

| Unknown route-map component "CONTgq" | Unknown route-map component "ABZgr" |  |

| Unknown route-map component "uexCONTgq" | Unknown route-map component "emKRZu" | Unknown route-map component "uexCONTfq" |

|  | Unknown route-map component "eBHF" |

|  | End station |

## Traffico
Le cinque coppie giornaliere di treni viaggiatori Torino Porta Nuova-Trofarello-Chieri e viceversa del 1897 restano più o meno le stesse fino al 1961, quando in occasione del passaggio alla trazione elettrica a corrente continua vengono limitate al tratto Trofarello-Chieri e aumentate di numero.
Intorno agli anni ottanta le coppie di treni viaggiatori sono una decina, ma la frequentazione è talmente bassa che solo il servizio merci, mantenuto su livelli abbastanza soddisfacenti dalle diverse aziende manifatturiere dei dintorni, impedisce la chiusura della linea.
Nello stesso periodo il biròcc, nome affibbiato al treno navetta dai viaggiatori, prosegue da Trofarello a Torino Porta Nuova con due corse feriali a servizio degli operai dello stabilimento Fiat Mirafiori, svuotandosi o riempiendosi fino a stiparsi nella vecchia stazione Lingotto in corrispondenza degli orari di cambio turno.
Il servizio viaggiatori sulla Trofarello-Chieri è assicurato da Trenitalia con una serie di collegamenti da e per Rivarolo Canavese.